# L'Armée des ombres (Buffy)
Pour les articles homonymes, voir L'Armée des ombres (homonymie).
L'Armée des ombres est le 18e épisode de la saison 7 de la série télévisée américaine Buffy contre les vampires.

## Résumé
Shannon, une Potentielle, est traquée par des Bringers et est recueillie par un prêtre qui la prend en voiture. Ce prêtre est en réalité Caleb, le bras droit de la Force. Il la poignarde et lui donne un message pour Buffy avant de l'éjecter du véhicule. Willow, qui ramène Faith à Sunnydale, arrive peu après et emmène Shannon à l'hôpital. Willow reste mais Faith part trouver Buffy contre l'avis de Willow qui a peur que les retrouvailles soient difficiles. Faith surprend Spike au cimetière et se bat avec lui en croyant qu'il est encore mauvais. Buffy arrive et dissipe le malentendu. Elle ramène Faith à la maison Summers où l'accueil qui lui est fait est assez froid. 
Au lycée, Buffy met les choses au point avec Robin Wood et celui-ci la libère officiellement de son poste de conseillère afin qu'elle se consacre pleinement à la lutte contre la Force. Quand Buffy rentre, elle trouve Faith et Spike en train de discuter joyeusement dans la cave, ce qui la rend un peu jalouse. Buffy se rend ensuite à l'hôpital car Shannon a repris conscience. La jeune potentielle délivre le message de Caleb à Buffy : il détient quelque chose qui lui appartient. Buffy et Faith localisent le repaire de Caleb, une vieille cave à vin, en suivant un Bringer. Les potentielles ne sont pas convaincues par l'idée d'un assaut frontal contre Caleb mais Alex défend Buffy avec conviction. 
Buffy part à la cave à vin avec Spike, Faith, Alex et les potentielles les plus expérimentées. Après un combat contre plusieurs Bringers, les filles et Alex tombent sur Caleb qui vient de faire son apparition et qui met facilement hors de combat Buffy et Spike. Faith arrive en renfort mais est également sonnée et Caleb tue deux potentielles (dont Molly). Buffy ordonne alors de battre en retraite mais Caleb se saisit d'Alex et lui crève un œil avec le pouce. Spike arrive à temps pour sauver Alex et tout le groupe s'enfuit. Le désastre est total pour Buffy et son groupe.

## Production
La première scène de l'épisode, qui présente le personnage de Caleb, a été écrite par Joss Whedon et la scène où Faith et Spike discutent dans la cave a été écrite par Marti Noxon et a été intégrée à l'épisode en prévision d'un éventuel spin-off qui aurait eu comme vedettes ces deux personnages. Les scénaristes ont également évoqué la possibilité de faire mourir Alex à la fin de l'épisode, pour le faire revenir comme incarnation prise par la Force, mais ont finalement estimé qu'il était trop important pour la série et se sont contentés de le blesser gravement.